# Ceftaroline
La ceftaroline est un antibiotique de la famille des céphalosporines de troisième génération. Elle est remarquable pour son activité contre le Staphylococcus aureus résistant à la méticilline (SARM) et les bactéries Gram positif. Elle conserve l'activité des céphalosporines des générations précédentes en ayant une activité à large spectre contre les bactéries Gram négatif. Elle est actuellement à l'étude pour les pneumonies communautaires et les infections compliquées de la peau et des structures cutanées,,.
La Ceftaroline est sous une licence Takeda. Des études in vitro montrent qu'elle a un spectre similaire à celui du ceftobiprole, la seule autre céphalosporine de cinquième génération à ce jour, bien qu'aucun essai clinique ceftaroline v. ceftobiprole n'ait été mené. Actuellement, ceftaroline et ceftobiprole sont dans une sous-classe sans nom de céphalosporines pour le Clinical and Laboratory Standards Institute (CLSI).

## Mécanisme d'action
Les bêta-lactamines inhibent la synthèse du peptidoglycane des bactéries en s'intercalant dans les protéines (PBP) qui participent à la construction de la paroi cellulaire bactérienne. Ces PBP dénaturées donnent des irrégularités dans les structures de la paroi cellulaire, comme un allongement, des lésions, une perte de la perméabilité sélective et, finalement, la mort des cellules et leur lyse. En particulier, la ceftaroline peut effectivement se lier et inhiber la PBP-2a, le type de PBP produite par le SARM et qui n'est pas bien inhibée par d'autres antibiotiques actuellement utilisés en clinique,.

## Utilisation clinique
La Ceftaroline est une nouvelle céphalosporine qui a une activité contre le SARM lors d'essais cliniques de phase III pour les infections compliquées de la peau et des structures cutanées sans infériorité rapportée contre le SARM, comparativement à la vancomycine et l'aztréonam,. Récemment, la ceftaroline a terminé ses essais cliniques de phase III pour la pneumonie communautaire comparée à la ceftriaxone avec des résultats non-inférieurs et des effets indésirables similaires. Cependant seuls les résultats des essais cliniques de phase II dans le traitement des infections compliquées de la peau et des structures cutanées ont été publiés. Le fabricant prévoit de déposer une demande de New Drug Application (NDA) auprès de la Food and Drug Administration d'ici la fin de cette année à la fois pour la pneumonie communautaire et les infections compliquées de la peau et des structures cutanées.

## Chimie
La ceftaroline, aussi connue comme l'acétate de fosamil ceftaroline, est une prodrogue qui est convertie en un métabolite actif et un métabolite inactif ceftaroline-M1. Les essais préliminaires in vitro et in vivo chez l'animal donnaient à la ceftaroline les noms TAK-599 et PPI-0903,.
Caractéristique des céphalosporines, la ceftaroline a un double cycle avec un cycle β-lactame à quatre atomes fusionné à un cycle céphem à six atomes. La ceftaroline est supposée avoir une activité contre le SARM avec son cycle 1,3thiazole.